# Кулігдаг
Кулігда́г (рос. Кулигдаг) — гірська вершина у північно-східній частині Великого Кавказу. Знаходиться на території Росії (південний Дагестан).